# Masato Yoshihara
Masato Yoshihara (吉原 正人 Yoshihara Masato?, nacido el 27 de octubre de 1991 en Fukuoka) es un exfutbolista japonés. Jugaba de delantero y su último club fue el Cambodia Tiger.

## Trayectoria

### Clubes
| Club                | País     | Año       |
| ------------------- | -------- | --------- |
| Avispa Fukuoka      | Japón    | 200 - 200 |
| Alemannia Aquisgrán | Alemania | 201 - 201 |
| Cambodia Tiger      | Camboya  | 201 - 201 |

## Estadística de carrera

### J. League
| Club           | Año   | J. League | J. League | Copa J. League | Copa J. League | Total | Total |
| Club           | Año   | Part.     | Goles     | Part.          | Goles          | Part. | Goles |
| -------------- | ----- | --------- | --------- | -------------- | -------------- | ----- | ----- |
| Avispa Fukuoka | 2010  | 4         | 0         | -              | -              | 4     | 0     |
| Avispa Fukuoka | 2011  | 4         | 0         | 0              | 0              | 4     | 0     |
| Avispa Fukuoka | 2012  | 0         | 0         | -              | -              | 0     | 0     |
| Total          | Total | 8         | 0         | 0              | 0              | 8     | 0     |